# Невидљиви ружичасти једнорог
Невидљиви ружичасти једнорог је бог у пародијама религије, који се често користи као сатира теистичких вјеровања. Ријеч је о богу који је парадоксално истовремено невидљив и ружичаст. Због тога га у расправама користе атеисти и скептици.
Невидљиви ружичасти једнорог се користи како би се доказало да су вјеровања у натприродно неоснована, на пример, замјењујући ријеч „Бог“ у било којој теистичкој тврдњи са „Невидљивим ружичастим једнорогом". Међусобно искључиви атрибути невидљивости и ружичастости, заједно с немогућношћу да се оспори његово постојање служе како би сатиром указали на контрадикцију у способностима које неки теисти дају теистичком божанству.

## Историја
Невидљиви ружичасти једнорог је постао познат првенствено кроз интернет културу, и на интернету постоји неколико веб страница посвећених њему. Аналогија с невидљивим ружичастим једнорогом први се пут појавила 7. јула 1990 на јузенет групи alt.atheism.
Концепт је даље развила група студената од 1994. до 1995. Они су написали манифест о бесмисленој религији базираној на неколико невидљивих ружичастих једнорога. Најчешће цитирани дио је:
Невидљиви ружичасти једнорози су бића велике духовне моћи. Ово знамо јер су способна истовремено бити невидљива и ружичаста. Као и све религије, вјера у невидљиве ружичасте једнороге је базирана на логици и вјери. Ми вјерујемо да су ружичасти, ми логично знамо да су невидљиви јер их не видимо“ - Стив Или
Нијам Волас је 2007. изнио мишљење да је невидљиви ружичасти једнорог постао симбол атеизма.

## Слични концепти
Године 1996, једнорог којег нико не види коришћен је у љетном кампу за дјецу за подстицање слободног мишљења у САД, који је установио др. Л. Вилсон. Како је касније наведено у Синсинати инквајеру, „кампери морају покушати доказати да имагинарни једнорози - као метафора за Бога - не постоје“. Ричард Докинс је у својој књизи Илузија о Богу написао: "Раселов чајник, наравно, представља безбројан број ствари чије постојање је увјерљиво и не може бити доказано... Филозофски миљеник је невидљиви, неопипљиви, нечујни једнорог."